# Manuel Duarte
Manuel Almeida Duarte (Celorico da Beira, 29 maggio 1945 – Fafe, 2 settembre 2022) è stato un calciatore portoghese, di ruolo attaccante.

## Biografia
Anche suo figlio Jorge è stato un calciatore professionista. È morto nel settembre del 2022 a Fafe, città dove risiedeva dal 1972.

## Carriera

### Club
Soprannominato "Magriço" (in portoghese "Magro"), Duarte ha iniziato la sua carriera calcistica a Coimbra, da adolescente, giocando per l'Académica per tre stagioni, tra giovanili e prima squadra; in particolare esordì in massima serie nella stagione 1962-1963. Giocò in massima serie anche con il Leixões (dal 1964 al 1966), soprattutto Sporting Lisbona (tra il 1966 e il 70), con cui vinse il campionato 1969-1970.
Giocò nel 1970-1971 l'ultima stagione in massima serie vestendo la maglia del Porto prima di passare nel 1971 con il Varzim, squadra neo retrocessa. Tra il 1972 e il 1978 giocò per sei stagioni in seconda serie con la maglia del Fafe. In seguito ha giocato per Cabeceirense e Limianos in terza serie e con Felgueiras e Mondinense nelle categorie minori portoghesi.

### Nazionale
Con la nazionale portoghese ha preso parte ai Mondiali del 1966 senza mai scendere in campo. Le sue uniche presenze in nazionale risalgono a due amichevoli disputate in preparazione all'evento: esordì il 26 giugno contro l'Uruguay entrando nei minuti finali al posto di José Augusto de Almeida, mentre una settimana più tardi fu titolare contro la Romania, venendo sostituito ad inizio ripresa da Fernando Peres.

## Statistiche

### Cronologia presenze e reti in nazionale
| Cronologia completa delle presenze e delle reti in nazionale ― Portogallo | Cronologia completa delle presenze e delle reti in nazionale ― Portogallo | Cronologia completa delle presenze e delle reti in nazionale ― Portogallo | Cronologia completa delle presenze e delle reti in nazionale ― Portogallo | Cronologia completa delle presenze e delle reti in nazionale ― Portogallo | Cronologia completa delle presenze e delle reti in nazionale ― Portogallo | Cronologia completa delle presenze e delle reti in nazionale ― Portogallo | Cronologia completa delle presenze e delle reti in nazionale ― Portogallo |
| Data                                                                      | Città                                                                     | In casa                                                                   | Risultato                                                                 | Ospiti                                                                    | Competizione                                                              | Reti                                                                      | Note                                                                      |
| ------------------------------------------------------------------------- | ------------------------------------------------------------------------- | ------------------------------------------------------------------------- | ------------------------------------------------------------------------- | ------------------------------------------------------------------------- | ------------------------------------------------------------------------- | ------------------------------------------------------------------------- | ------------------------------------------------------------------------- |
| 26-6-1966                                                                 | Oeiras                                                                    | Portogallo                                                                | 3 – 0                                                                     | Uruguay                                                                   | Amichevole                                                                | -                                                                         | 75’                                                                       |
| 3-7-1966                                                                  | Porto                                                                     | Portogallo                                                                | 1 – 0                                                                     | Romania                                                                   | Amichevole                                                                | -                                                                         | 46’                                                                       |
| Totale                                                                    |                                                                           | Presenze                                                                  | 2                                                                         |                                                                           | Reti                                                                      | 0                                                                         |                                                                           |

## Palmarès

### Club

#### Competizioni nazionali
- Campionato portoghese: 1

Sporting Lisbona: 1969-1970